# ノルウェー空軍
ノルウェー空軍（ノルウェーくうぐん、ノルウェー語: Luftforsvaret、ノルウェー語 (ニーノシュク): Luftforsvaret）は、ノルウェー王国の空軍組織。海軍および沿岸警備隊向けヘリコプター部隊の運用も行っている。

## 歴史
ノルウェーにおける軍用機の飛行は1912年5月31日に開始された。市民の寄付などで購入された最初の飛行機「HNoMS スタート」（タウベ）がノルウェー海軍初の潜水艦「コッベン（Kobben）」の責任者であったハンス・ドンスの操縦によって成功する。この機体は海軍の所属であった。1914年に陸軍航空隊が創設され、1916年に海軍航空隊が創設される。
第一次世界大戦後、海軍航空隊と陸軍航空隊の保有機は国内設計やライセンス生産されたものが主流であり、なかでも主力の爆撃兼偵察機であったのはオランダ製のフォッカー C.Vであった。1930年代後半、戦争が差し迫ったため新型航空機を国外から調達し、イギリスからグロスター グラディエーター戦闘機12機、ドイツからハインケル He 115水上機6機を購入している。相当量の航空機発注はノルウェーの戦い前の1940年4月9日以前にアメリカ企業に出されていた。
発注した航空機のうち、もっとも重要とされたのはカーチス P-36戦闘機だが、最初に到着したのは24機のホーク 75A-6で、この内19機が侵攻前に届けられている。ドイツの侵攻開始時、この19機は飛行可能な状態であり、他の機体についてはシェラー航空機工場（Kjeller）での準備が出来るまではオスロ港の木製輸送箱に梱包されたままであった。飛行準備が出来ていた機体も機銃が未装備であったり、装備していても照準器がまだ取り付けられていない状態であった。ノルウェーに輸出された最後の75A-6戦闘機5機を輸送する船については、イギリスに転送されイギリス空軍に引き継がれる。ドイツによって鹵獲されたP-36戦闘機19機は後に全てが継続戦争中のフィンランド空軍に売却されている。他に発注されたエンジン換装型のP-36戦闘機については侵攻には間に合わず、結局カナダ国内に設立された亡命ノルウェー軍航空部隊訓練施設のリトル・ノルウェー（en:Little Norway）に届けて、ノルウェー人パイロットの教育訓練に用いられた。
7機のグラディエーター戦闘機の活躍にもかかわらず、戦況はノルウェーに不利であり、ノルウェー航空部隊の急速な敗北につながった。連合国軍撤退後、1940年6月10日にノルウェー政府は国土防衛を諦めイギリスに亡命する。ノルウェー軍航空機にとって現実的な亡命先は最後に残された北ノルウェーの基地からフィンランドに脱出することであった。亡命に成功した陸軍航空隊と海軍航空隊は、イギリス軍の指揮下に入り、第331（ノルウェー人）飛行隊と第332（ノルウェー人）飛行隊がスーパーマリン スピットファイア戦闘機を運用した。1941年には陸海軍航空隊の統合航空司令部が開設されている。
1944年11月1日、命令により陸海軍の航空隊が統合され王国空軍が創設される。第331および第332飛行隊は1941年から南イングランド上空での防空任務に就き、計180機確実撃墜の記録を残している。1945年5月8日までにノルウェー王国空軍は将兵355人の命を失っている。
Luftvernartilleriet（LVA、防空部隊）は所属変更が繰り返されている。1946年に陸軍から分離され空軍に編入され、1953年に陸軍へ復帰する。空軍本体の名称も空軍(Luftforsvaret)から王国空軍(kongelige norske flyvåpen)となった。1957年の議会法案は1959年に採択され、空軍(Luftforsvaret)への名称変更に合わせ防空部隊は空軍に統合される。
第二次世界大戦終結後、空軍はノルウェー本土へ戻った。スピットファイア戦闘機は、その後も運用が続けられ、1950年代まで保有している。1947年に警戒管制部は最初のレーダーシステムを購入し、同時期に初のジェット機であるデ・ハビランド バンパイアを導入した。
1949年にノルウェーは北大西洋条約機構に加盟し、その後すぐにMAP（軍事援助プログラム）を通じてF-86F/KセイバーやF-84E/Gサンダージェット、F-5A/Bフリーダムファイター、F-104スターファイターなどのアメリカ製航空機を受領する。冷戦の拡大は空軍の急速な増強をもたらした。冷戦時代、ノルウェー空軍はNATO空軍の一員としてソビエト連邦と国境を接するトルコその他とともに領域の防空に責任を負った。ソビエト連邦に国境を接することもあり、ソ連機に対し毎年平均500回から600回のスクランブル発進を実施していた。
2002年10月18日、アフガニスタンでの不朽の自由作戦の一環としてノルウェー空軍、デンマーク空軍およびオランダ空軍はオランダ空軍のKC-10空中給油機を含む三か国協同のF-16戦闘機部隊を編成し、NATO地上部隊を支援するためキルギスのマナス空軍基地に派遣される。2005年にはF-16戦闘機4機が北大西洋条約機構によるバルト三国の領空警備のためにリトアニアに派遣されている。
2006年2月以来、オランダ空軍のF-16戦闘機8機とノルウェー空軍のF-16戦闘機4機は合同し国際治安支援部隊の主力が展開している南部アフガニスタンの地上部隊支援に出動している。この空軍分遣隊は第1オランダ＝ノルウェー欧州参加部隊遠征航空団（1 NLD/NOR EEAW）として知られる。
2011年にはリビアでの騒擾に端を発したリビア飛行禁止空域が設定され、警戒飛行を実施するためF-16戦闘機を派遣している。
2021年に、保有するF-16（AM/BM）のうち32機をルーマニア空軍に4億5,400万ユーロで売却することで合意し、2023年11月27日、第一弾として3機が引き渡された。

## 組織と基地
2009年時点で現役兵総員約2,700人、内徴集兵は約1,250人。パイロットの平均飛行時間は180時間/年。
- 空軍司令部
  - 空軍士官学校（ソール・トロンデラーグ県トロンハイム）
  - ジュヴィーク空軍学校センター（LSK、クリスチャンサン空港）
    - 空軍士官候補生学校（LBSK）
    - 空軍術科学校（LTSK）
    - 基礎技術教育部（ATL）

  - KNM ハラルド・ハールファグレ（海空軍共通の基本教育を担当する新兵訓練施設、ローガラン県スタヴァンゲル）
  - 空軍後方教育訓練学校
  - ボードー空軍基地（軍民共用：ヌールラン県ボードー）
    - 第132航空団
      - 第331飛行隊（戦闘）
      - 第332飛行隊（戦闘）
      - 第330飛行隊（分遣隊、救難）
      - 基地防空警備大隊

    - バナク空軍基地グループ（ラクスエルブ空港）
      - 第330飛行隊（分遣隊、救難）

  - オーランド空軍基地（軍用：ソール・トロンデラーグ県オーランド）
    - 第138航空団
      - 第338飛行隊（戦闘、NATO即応部隊指定）
      - 基地防空警備大隊
      - 基地機動準備隊（即応部隊支援）

    - 第330飛行隊（分遣隊、救難）
    - NATO早期警戒機前進配備拠点

  - アンドーヤ空軍基地（軍民共用：ヌールラン県アンドイ）
    - 第133航空団
      - 第333飛行隊（哨戒）

  - バルドゥフォス空軍基地（軍民共用：トロムス県バルドゥフォス）
    - 第139航空団
      - 第334飛行隊（艦載ヘリコプター）
      - 第337飛行隊（沿岸警備隊）
      - 第339飛行隊（輸送）
      - 空軍飛行訓練学校

  - ガーデモエン空軍基地（軍民共用：オスロ）
    - 第135航空団
      - 第335飛行隊（輸送）

  - リュッゲ空軍基地（軍用：エストフォル県リュッゲ）
    - 第137航空団
      - 第717飛行隊（電子戦、要人輸送）
      - 第720飛行隊（特殊部隊輸送）
      - 第330飛行隊（救難）
      - 第336飛行隊（非作戦部隊でノースロップ F-5戦闘機が配備、ミサイル試験）
      - 基地防衛隊（基地警備の教育訓練）

  - ソラ空軍基地（軍民共用：ローガラン県スタヴァンゲル）
    - 第134航空団
      - 第330飛行隊（本部、救難）

  - ハーコンスヴァーン海軍基地（軍用：ホルダラン県ベルゲン）
    - 第139航空団
      - 第334飛行隊（艦載ヘリコプター）

  - ソレライサ空軍基地（Sørreisa）
    - ヴァードー・レーダーサイト（Vardø）
    - イスクラス・レーダーサイト（Iskuras）
    - ホニングスヴォーグ・レーダーサイト（Honningsvåg）
    - カウトケイノ・レーダーサイト（Kautokeino、段階的にニュルニスへ移行し廃止される予定）
    - ニュルニス・レーダーサイト（Njunis）
    - セニャ・レーダーサイト（Senja）
    - ヴェストヴォーゴイ・レーダーサイト（Vestvågøy）

  - モーケラ空軍基地（Måkerø）
    - ギロカウレン・レーダーサイト（Gråkallen）
    - ヴォーグサイ・レーダーサイト（Vågsøy）
    - シェクラ・レーダーサイト（Skykula）
    - コンクスヴィンゲル・レーダーサイト（Kongsvinger）
- 空軍軍楽隊（no:Luftforsvarets Musikkorps）

## 装備
戦闘機は凍結した滑走路での運用を想定し、ドラッグシュートを追加している。
以下は2009時点 における内容。

### 固定翼機
- F-35ライトニングⅡ
- ジェネラル・ダイナミクス F-16A/B戦闘機 × 48機
- ロッキード P-3C哨戒機 × 4機
- ロッキード P-3N哨戒機（沿岸警備隊支援） × 2機
- ロッキード C-130J戦術輸送機 × 2機
- ダッソー ファルコン 20C小型汎用輸送機（電子戦・要人輸送用） × 3機
- サーブ MFI-15練習機 × 15機

### 回転翼機
- ウェストランド シーキングMk43B捜索救難ヘリコプター × 12機
- ベル 412SP汎用ヘリコプター × 18機（内、12機が輸送任務、6機が特殊作戦任務）
- アグスタウェストランド リンクスMk86対潜・捜索救難ヘリコプター × 6機（2012年までにNHI NH90TTHに更新予定）

### ミサイル・航空兵装
- NASAMS地対空ミサイル
- AIM-120 アムラーム空対空ミサイル
- AIM-9 サイドワインダー空対空ミサイル
- EBGU-12 ペイブウェイII誘導爆弾
- JDAM爆弾誘導装置

## 階級

### 士官
| 日本語           | ノルウェー語       | 階級章 | NATO階級符号    |
| ---------------- | ------------------ | ------ | --------------- |
| 空軍大将         | General            |        | OF-9            |
| 空軍中将         | Generalløytnant    |        | OF-8            |
| 空軍少将         | Generalmajor       |        | OF-7            |
| 空軍代将         | Brigader           |        | OF-6            |
| 空軍大佐         | Oberst             |        | OF-5            |
| 空軍中佐         | Oberstløytnant     |        | OF-4            |
| 空軍少佐         | Major              |        | OF-3            |
| 空軍大尉         | Kaptein Rittmester |        | OF-2            |
| 空軍中尉         | Løytnant           |        | OF-1            |
| 空軍少尉         | Fenrik             |        | OF-1            |
| 相当する階級なし |                    | -      | OF(D)           |
| 相当する階級なし |                    | -      | Student Officer |

### 准士官および下士官兵
| 日本語       | ノルウェー語      | 階級章 | NATO階級符号 |
| ------------ | ----------------- | ------ | ------------ |
| 空軍上級准尉 | Sjefssersjant     |        | OR-9         |
| 空軍准尉     | Sersjantmajor     |        | OR-9         |
| 空軍上級曹長 | Kommandérsersjant |        | OR-8         |
| 空軍曹長     | Stabssersjant     |        | OR-7         |
| 空軍一等軍曹 | Oversesjant       |        | OR-6         |
| 空軍二等軍曹 | Vingsersjant      |        | OR-5         |
| 空軍三等軍曹 | Sersjant          |        | OR-5         |
| 空軍上級伍長 | Seniorspesialist  |        | OR-4         |
| 空軍伍長     | Ledendespesialist |        | OR-4         |
| 空軍兵長     | Spesialist        |        | OR-3         |
| 空軍上等兵   | Visespesialist    |        | OR-2         |
| 空軍一等兵   | Lendeflysoldat    |        | OR-1         |
| 空軍二等兵   | Flysoldat         |        | OR-1         |